# Giovan Battista Cavagna

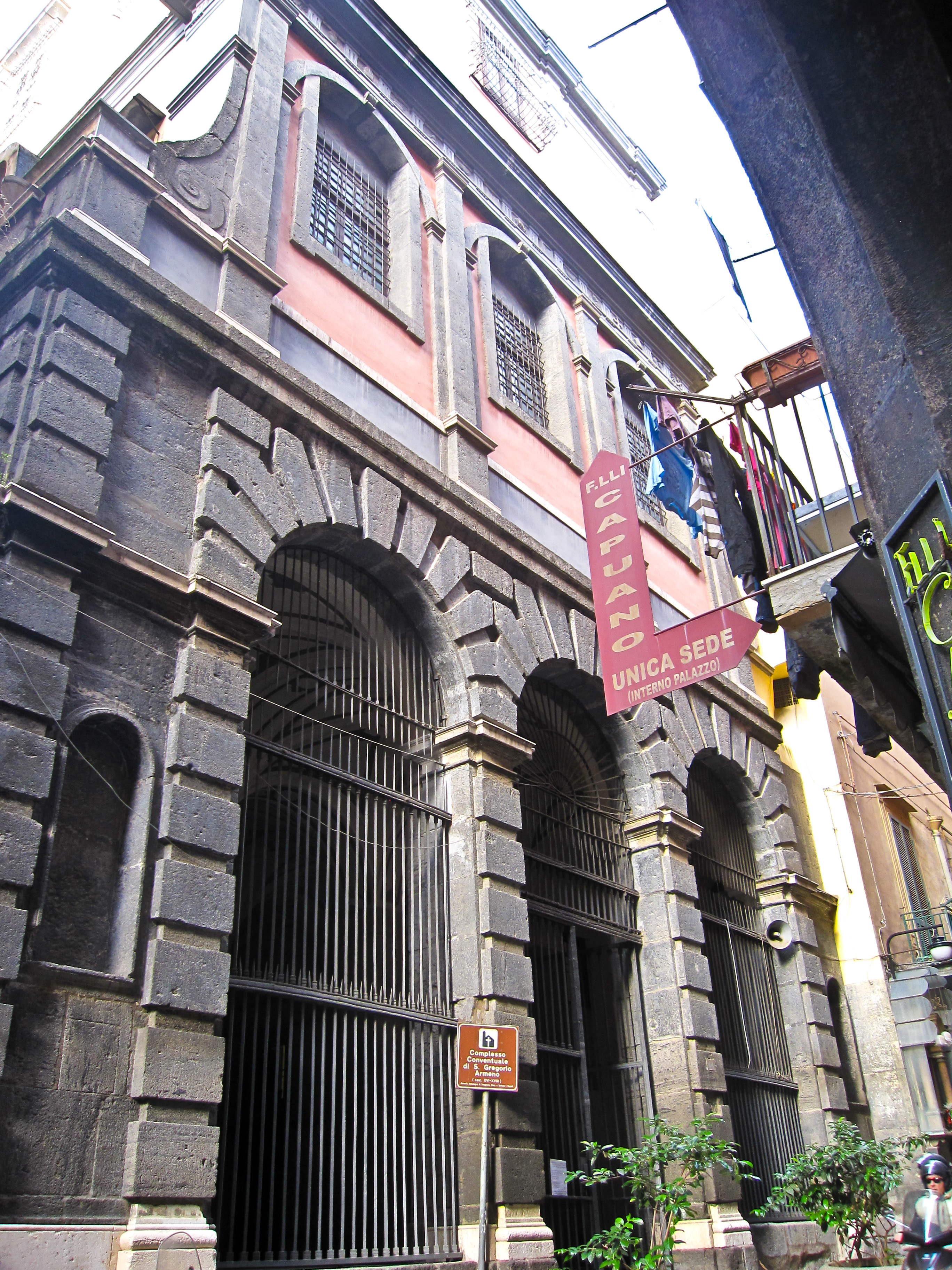
Facciata di San Gregorio Armeno

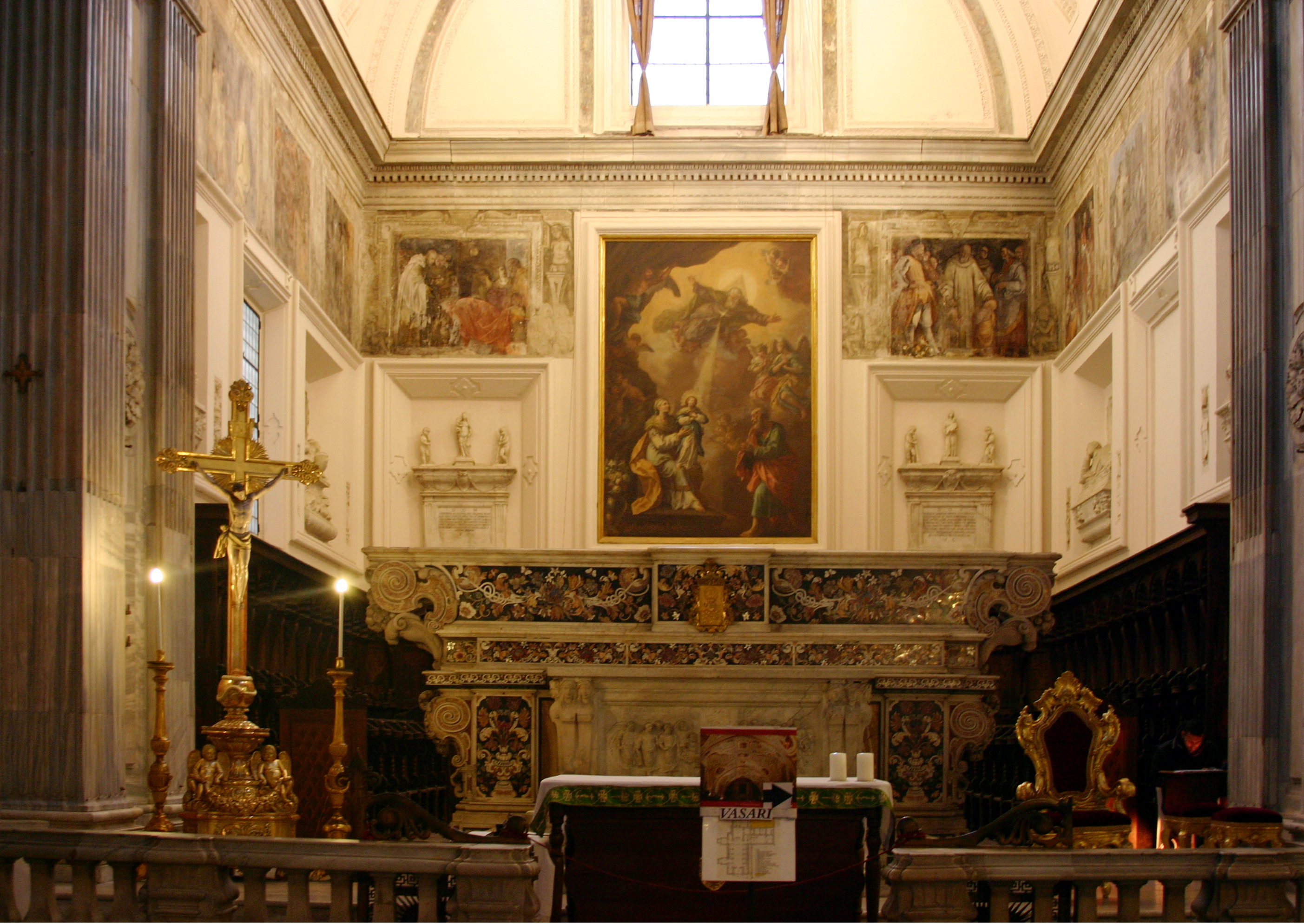
Abside di Sant'Anna dei Lombardi

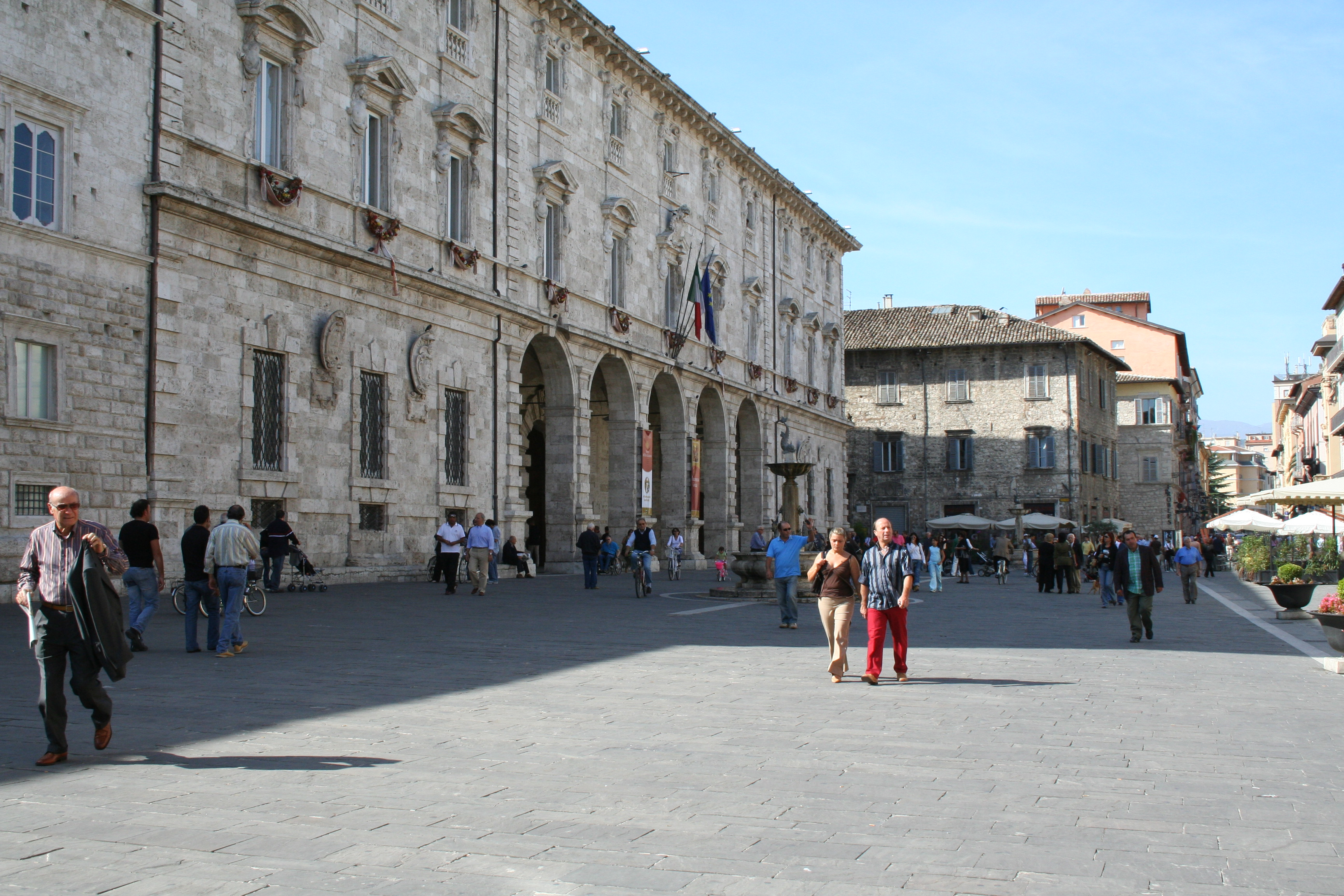
Facciata di Palazzo dell'Arengo, Ascoli Piceno

Giovan Battista Cavagna, o Cavagni (Roma, 1545 circa – Loreto, luglio 1613), è stato un architetto, ingegnere e pittore italiano.
Fu attivo principalmente a Napoli.

## Biografia
Romano di nascita ma di origini lombarde, fu uno degli artisti più attivi a Napoli. Nei suoi edifici si nota una piena adesione al linguaggio toscano, cui colore scuro del piperno locale conferisce una marcata evidenza monumentale. I suoi edifici mostrano soluzioni compositive e lessicali che si fondevano con una forma di severo classicismo legato ai modelli romani e conforme alle regole vigenti della Controriforma. Egli contribuì alle svolte artistiche in corso in quegli anni, riuscendo ad aggiornare il locale linguaggio architettonico con idee e realizzazioni destinate a fermentare sul territorio. Comparve per la prima volta nel 1569 in una querela e tra il 1572 e il 1577 fu a Napoli per l'edificazione, secondo i canoni controriformistici, della chiesa di San Gregorio Armeno insieme a Giovanni Vincenzo Della Monica (anche se la chiesa fu consacrata al pubblico dopo due anni dalla data di partenza del Cavagna). Ebbe, in questa prima fase napoletana, anche la commissione di progettare Palazzo d'Avalos a Procida, precedentemente distrutto da un'incursione turca, insieme a Benvenuto Tortelli. Nel 1578 fu nuovamente a Roma, come attestano i documenti dell'Accademia di San Luca e alla stessa accademia apparve come console insieme al pittore Federico Zuccari e il console Scipione Pulzone. Contemporaneamente lavorò con Giovan Paolo Severi nella vigna del cardinale Montalto. Nel 1582 operò nella cappella di San Nicola da Tolentino nella Basilica di Sant'Agostino in Campo Marzio, su commissione del conte Vincenzo Tuttavilla. Nel 1585 entrambe lavorarono presso la Camera apostolica per stemmi dipinti su stendardi e di una bandiera a Castel Sant'Angelo. Non perse mai i contatti con Napoli e già dal 1581 veniva eretta la Chiesa di Santa Maria Apparente, con la probabile direzione dei cantieri da parte di capimastro di fiducia dell'architetto. Nel 1587 fu nuovamente citato in una querela e nel 1588 restauro la Madonna delle Scale al Campidoglio. Nel 1590, secondo alcuni documenti del Bertolotti, viveva in via della Ferratina.
Ritornò nuovamente a Napoli nel 1590 per l'edificazione della Cappella Muscettola nella Chiesa di Santa Maria della Stella, oggi distrutta dalla seconda guerra mondiale. Secondo alcuni documenti apparve presunta la partecipazione al cantiere della basilica di San Paolo Maggiore, mentre con molta probabilità lavorò presso i cantieri della Chiesa di Sant'Andrea delle Dame. Nel 1591 lavorò alla Chiesa di Sant'Anna dei Lombardi, rifacendo completamente l'invaso della navata centrale e dell'abside e nello stesso anno eseguì la tela della Presentazione al Tempio per il Monastero di Santa della Vid di Burgos su commissione del viceré Juan de Zúñiga y Avellaneda. Nel 1594 fu attivo a Marcianise nell'edificazione del Monastero dell'Annunziata e contemporaneamente lavorò come pittore nella capitale del viceregno tra e il 1594 e il 1599. Dal 1595 l'architetto partenopeo Giovan Giacomo Di Conforto operò come capomastro nei cantieri di Cavagna. Dal 1597 al 1603 fu impegnato alla riedificazione della seconda sede del Monte di Pietà di Napoli, al cantiere parteciparono in qualità di capimastro il Di Conforto e Giovanni Cola di Franco. Tra il 1598 e il 1599 lavorò alla Cappella del Tesoro della Basilica della Santissima Annunziata Maggiore e nel 1600, assistito dal figlio Cosimo, fece, in qualità di ingegnere, i rilievi per le riparazioni da effettuare all'acquedotto tra Sarno e Striano.
Nel medesimo anno fu autore di un libello accusatorio su Domenico Fontana riguardo al Palazzo Reale, Discorso sopra la fabrica del Nuovo Regio Palazzo che si va fabricando nel largo di S.to Aluigi sotto la guida del Cavalier Fontana; il Cavagna si vide soppiantato da un incarico così rilevante e affidato ad un architetto da poco venuto in città. Cavagna osservò che il sito scelto dal Fontana per erigervi il nuovo palazzo fu, a quei tempi, inadatto perché troppo vicino alla darsena vecchia e il prospetto principale volgeva verso un Largo irregolare. La proposta del nostro fu quella di erigere il palazzo nell'attuale via Santa Brigida, in una posizione più centrale con il rispetto delle educazioni precedenti come il palazzo vicereale e delle Fonderie reali. Tra il 1601 e il 1602, fu nominato ingegnere della città per la realizzazione delle fosse del grano, ma il suo operato a Napoli terminò definitivamente nel 1605. Il 25 ottobre di quell'anno successe all'ingegnere Muzio Oddi alla direzione del cantiere della Casa di Loreto, qui continuò il palazzo pontificio e provvide alla decorazione della cappella del Tesoro. Nel 1607 partecipò al concorso napoletano per la reale cappella del Tesoro di san Gennaro, indetto dalla Deputazione della Real Cappella del Tesoro; al concorso parteciparono alcuni dei più rilevanti architetti e ingegneri del panorama napoletano come Ceccardo Bernucci, Giulio Cesare Fontana, Francesco Grimaldi, Giovanni Cola di Franco, Michelangelo Naccherino, Dionisio Nencioni di Bartolomeo e Giovan Giacomo Di Conforto. I progetti furono giudicati da una commissione a Roma e tra essi furono preferiti quelli di padre Grimaldi e Giovanni Cola di Franco. Nel 1610 fu attivo ad Ascoli Piceno nella risistemazione e riunificazione del palazzo comunale e della Loggia dell'Arengo e, contemporaneamente, su commissione dei Girolomini di Napoli, progettò la chiesa di San Pietro in Valle a Fano. Cavagna morì a Loreto nel 1613 e venne seppellito nella Cattedrale il 19 luglio.